# Товща
То́вща (колишня назва — Костянівка-Товща) — село в Україні, у Житомирському районі Житомирської області. Входить до складу Романівської селищної громади. Населення становить 299 осіб.

## Географія
У селі бере початок річка Тня.

## Історія
У 1906 році село Романівської волості Новоград-Волинського повіту Волинської губернії. Відстань від повітового міста 51 верста, від волості 18. Дворів 45, мешканців 237.
В 1917 році село входить до складу Української Народної Республіки.
В селі діє
- Загальноосвітня школа І-ІІ ст.
- Сільський клуб

## Населення

### Мова
Розподіл населення за рідною мовою за даними перепису 2001 року:
| Мова       | Відсоток |
| ---------- | -------- |
| українська | 99,67%   |
| російська  | 0,33%    |